# Amada

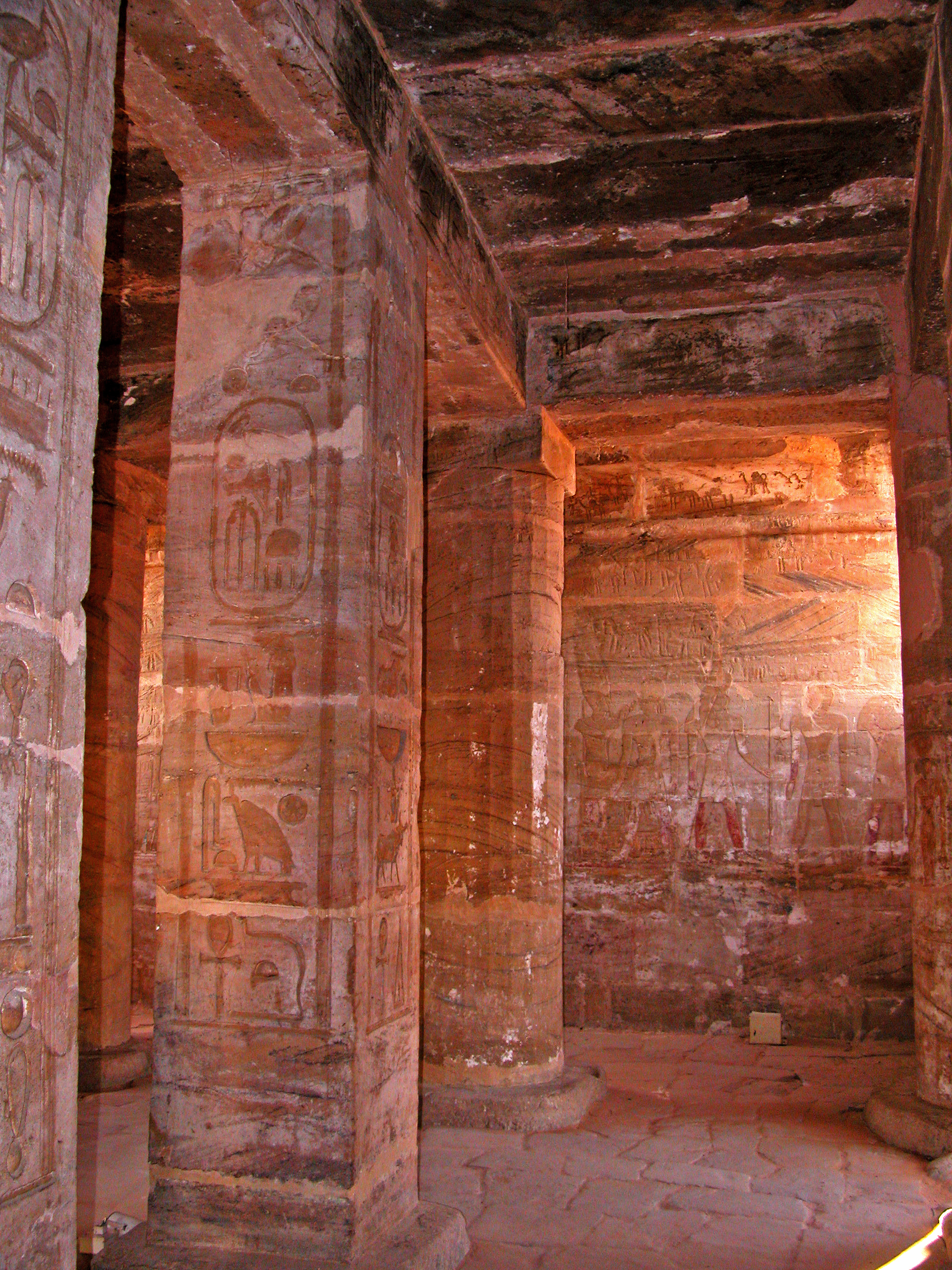
Templets interiör.

Amada är det äldsta egyptiska templet i Nubien. Det uppfördes ursprungligen av farao Thutmosis III av den 18:e dynastin och var tillägnat Amon och Re-Horakhty. Hand son och efterträdare, Amenhotep II fortsatte utsmyckningsprogrammet för byggnaderna. Amenhotep II:s efterträdare, Thutmosis IV beslutade sig för att placera ett tak över dess förgård och förvandlade det till en hypostyl. Under El-Amarnaperioden, lät Akhenaton namnet Amon raderas överallt i templet, men detta återställdes av Seti I av Egyptens 19:e dynasti. Olika kungar av den 19:e dynastin, särskilt Seti I och Ramesses II "genomförde också mindre restaureringar och bättrade på templets utsmyckningar."
Stelar av vicekungarna i Kush Setau, Heqanakht och Messuy samt den av Skattmästare Bay beskriver deras byggnadsaktiviteter under Ramesses II, Merneptah respektive Siptah.

## Templets interiör
Den ursprungliga byggnadsplanen för templet bestod av en pylon, förgård och en portik som ledde till en helgedom. Men när Thutmosis IV lade etet tak över den öppna förgården, "dekorerades pelarna och väggarna med offerscener, med Thutmosis IV till vänster" och Thutmosis III och Amenhotep II till höger. Även om templet har en matt och sönderfallande exteriör, har dess interiör några av de bäst välskurna relieferna med ljusa och klara färger.

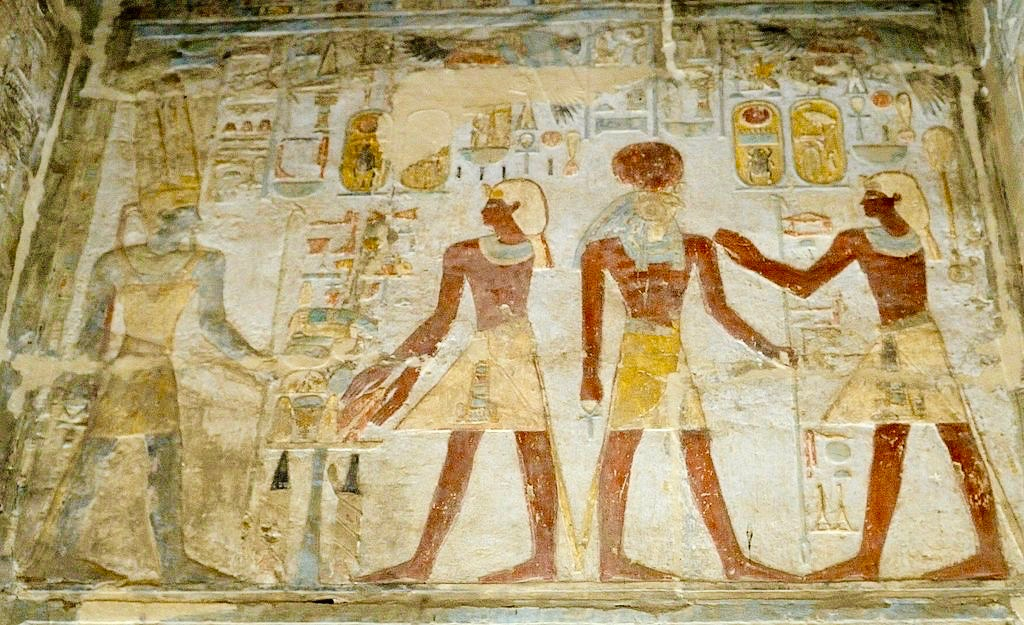
Relief med Thutmose III före gudarna i Amada

De bäst målade relieferna finns i den innersta delen av templet där Thutmosis III och Amenhotep II syns omfamnade eller offrande till olika Egyptiska gudomar. På vänster sida i vestibulen blir Amenhoptep II krönt av Horus och Thoth och springer fram med en åra eller en hap (eller ett navigationsinstrument). Kultsalen vid sidan om helgedomen innehåller en del intressanta grundläggar- och konsekreringsscener där "ritualen 'linsträckningen', den ceremoniella tillverkningen och läggningen av tegel, och offrande av templet till dess gudar."

## Historiska uppgifter
I templet finns två viktiga historiska inskriptioner. Den tidigaste, daterad till Amenhotep II:s 3:e år, "finns på en runtoppad stele på den bagre (östra) muren i helgedomen." Dess text beskriver denna faraos hänsynslösa militära fälttåg i Asien: 
| ” | Hans majestät återvände i glädje till sin far Amon efter att med sin egen spikklubba dräpt sju hövdingar i Takhesy (Syrien) som sedan hängdes upp och ned i fören på Hans majestäts fartyg. | „ |

Amenhotep II fortsätter med att beskriva hur han hängde sex av de döda hövdingarna "på Thebes murar" medan de sju hängdes på Napatas murar (en Nubisk gränsstad nära Fjärde katarakten). Detta gjordes som en tydlig varning till de Nubierna om de ödesdigra konsekvenserna ett uppror under Amenhoteps regeringstid skulle innebära. Den andra historiska texten, "på en stele ingraverat på den vänstra (norra) bredden av ingången" nämner en nederlaget för en invasion från Libyen under Merneptahs fjärde år.
Templet beskrevs av tidiga resenärer och publicerades först av Henri Gauthier år 1913.
Mellan 1964 och 1975, flyttades templet från sin ursprungliga plats till en "omkring 65 m högre och 2.5 km längre bort från dess ursprungsplats". Den ur berget huggna Temple of Derr flyttades också till Amadas nya plats.